# Beija-flor-de-gravata-vermelha
O beija-flor-de-gravata-vermelha, também conhecido como beija-flor-da-serra-pelada ou colibri-de-gravata-baiano (nome científico: Augastes lumachella), é uma espécie de ave apodiforme pertencente à família dos troquilídeos, que inclui os beija-flores. É residente e endêmico em áreas de topos de montanha da Chapada Diamantina, na Bahia, que integra a Cadeia do Espinhaço. Seu habitat natural possui clima subtropical ou tropical de altitude. É uma espécie existente exclusivamente no Brasil. A espécie é classificada pela IUCN como "quase ameaçada" pela perda do seu habitat natural.

## Histórico da pesquisa e etimologia
Em 1838, René Primevère Lesson, ornitólogo francês, reconheceu o beija-flor sob o nome de Ornismya lumachella. Como localidade, ele o identificou como pertencente do estado da Bahia, no Brasil. O tipo de espécime vem da coleção de Charles Parzudaki (1806–1889). Foi John Gould que o classificou em seu livro The Birds of Australia (1840-1848), como o novo e atual gênero Augastes. Este nome possui origem grega antiga, derivado de augastës, augë, que significa "brilhante, radiante, luz solar"; e do neolatim lumachella, literalmente "mármore italiano que irradia fogo"; refere-se a um mármore amilolítico de conchas e caramujos fossilizados encontrados na Itália e na Áustria.

## Redescoberta
Em 1957, Augusto Ruschi e o ornitólogo francês Jacques Berlioz visitaram o Museu de História Natural em Londres, onde estavam localizados 14 foles de Augastes lumachella . Eles descobriram que a espécie não foi coletada por meio século e não havia informações precisas de sua procedência, pois a sua área de ocorrência era limitada e situada em região de difícil acesso antes da existência de estradas melhores e de automóveis. Enquanto Berlioz concluiu que a espécie havia morrido, Ruschi não estava convencido. No Museu Americano de História Natural, ele encontrou um fole com o local Morro do Chapéu, no Brasil. No Brasil, havia três cidades com esse nome. Em 1961, Ruschi decidiu visitar aquele que fica no sopé de uma montanha de mesmo nome. Depois de oito dias sem sucesso, ele quis desistir, depois conseguiu redescobrir a espécie em um desfiladeiro de quase 200 metros de altura na Cachoeira do Ferro Doido . Ele prolongou a sua estadia por dois dias e recolheu 24 machos e fêmeas da ave "extinta".

## Descrição
O macho tem 10,1 cm de comprimento e a fêmea 8,9 cm. Ambos pesam cerca de 4 g. O bico é preto, reto e mede 19,2 mm. O macho tem um verde brilhante na testa, queixo e garganta, que possui uma linha peitoral branca na base com uma gravata vermelha rubi no centro. A coroa, as bochechas e os lados do pescoço possui coloração preta com tons azulados. As partes superior e inferior e os élitros são verdes dourados brilhantes. As asas são pretas e roxas; baixo cobre vermelho; as superfícies superiores da cauda são azul esverdeadas. As pernas são pretas.
A fêmea é ligeiramente mais pálida. A coroa, as costas e o pescoço são cercados; as bochechas, o queixo, os lados do pescoço e da garganta são cinza a castanho; na parte inferior e sob a cauda a mistura branca e cinza. As penas da cauda são vermelhas douradas, com penas exteriores cinzentas.

## Distribuição e habitat
Vive em áreas rupestres entre 950 e 1.600 m de altitude, com predominância de moradia em cactáceas, bromélias, orquídeas e veloziáceas em áreas pedregosas semiáridas dos cumes de serras e chapadas. Coexiste juntamente às espécies Colibri serrirostris e Colibri delphinae. Restrito à Bahia, entre Morro do Chapéu, Andaraí e Barra da Estiva (Chapada Diamantina, Serra de Sincorá, etc).

## Comportamento
O beija-flor-de-gravata-vermelha voa a alturas de cerca de 50 a 100 cm. Constrói um ninho a uma altura de 60 a 100 cm do solo, com a forma de um copo cônico com uma grande abertura acima. Para a construção, utiliza sementes de bromélias e margaridas transportadas pelo ar, além do cacto felpudo e algumas folhas, cobertas com fios de aranha e musgo. O ninho possui coloração cinza amarelado.

## Vocalização
Possui uma voz aguda, as vezes inaudível pelos seres humanos, emitidas na frequência de 10 a 14 mil Hz, já próximo do limite auditivo humano. Possuem vozes diferentes para expressar diferentes comportamentos, como agressivos, de alerta, sexual, entre outros.

## Hábitos
Banham-se nas plantas úmidas por orvalho e chuva, e voam de encontro a um ramo com folhas molhadas arrepiando toda plumagem sob o chuveiro assim improvisado. Há necessidade de tanta limpeza devido ao constante contato com o líquido viscoso das flores. Gostam de tomar banho de sol. Os pés têm um papel importante na limpeza. Beija-flores coçam-se em qualquer parte do corpo, até nas costas. Também bocejam frequentemente. Dormem de bico para frente e com a cabeça ligeiramente levantada, assim como a posição que assumem durante a chuva e quando cantam; colocam as asas por baixo da cauda; pousam em um galho fino para dormir.

## Alimentação
Alimentam-se exclusivamente de néctar, usando sua longa língua para retirá-lo da planta. A base de sua alimentação é o açúcar. O néctar e os carboidratos fornecem imediatamente a energia necessária para o seu voo. Possuem preferência em flores com o néctar diluído. O conjunto língua/bico do beija-flor é um mecanismo que funciona como uma bomba que puxa água. Ele tem que absorver o líquido mais rapidamente possível, pois bebe em voo. Chega a visitar mais de 200 flores de Salvia uma após a outra, procurando milhares de flores por dia.

## Acasalamento

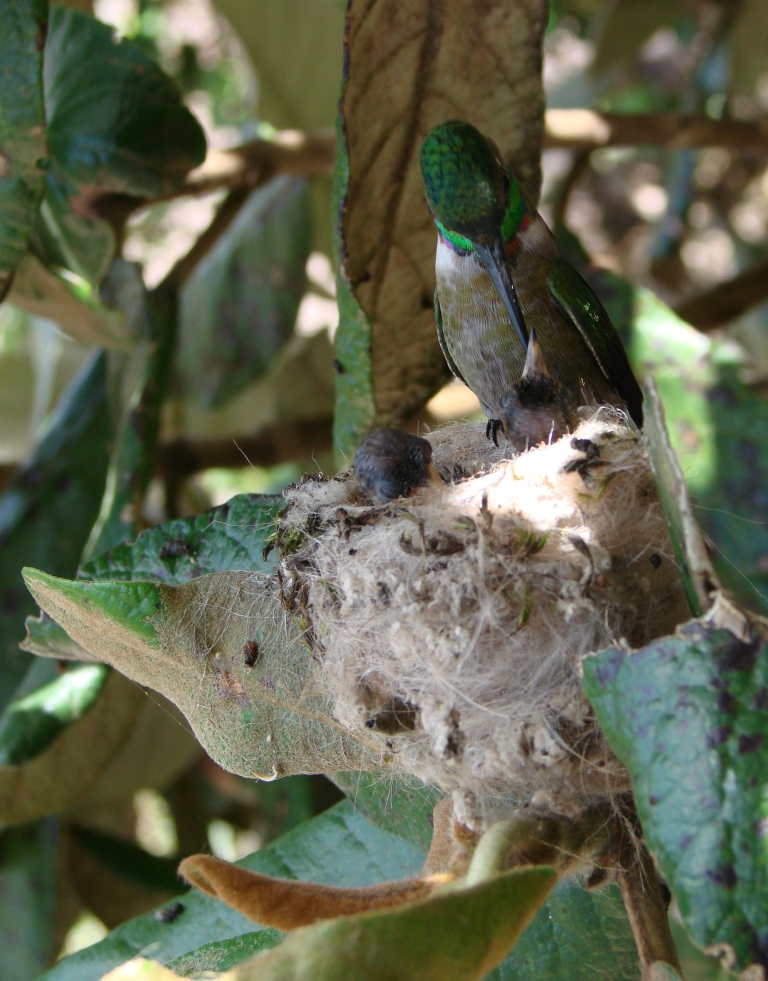
Espécime em seu ninho, feito com as cerdas do cactos Micranthocereus purpureus, outra espécie também endêmica

Primeiramente, tem-se o canto do macho e a sua exibição num certo local para chamar a atenção de qualquer fêmea de sua espécie. Determina um território que defende de outros machos da sua espécie. Logo depois, o macho executa voos nupciais diante de uma determinada fêmea, utilizando-se também de sons (tanto vozes, como também sons decorrentes dos movimentos feitos). Finalmente termina quando a união dos sexos em um galho, com o macho pairando sob a fêmea pousada. Depois, o casal separa-se.

## Distribuição geográfica
Ocorre na porção baiana da cadeia do Espinhaço, na Chapada Diamantina. Registros recentes da espécie na região do Boqueirão da Onça, no município de Sento Sé, Bahia, representaram uma ampliação na distribuição da espécie.

## Ameaças
O motivo de que esse animal consta na lista vermelha, é que esta espécie ocorre em poucos locais conhecidos dentro de uma faixa moderadamente pequena, que pode estar diminuindo de tamanho devido à perda de habitat. É consequentemente classificado como quase ameaçado. Grande parte de sua área foi colonizada quando diamantes e ouro foram encontrados na região no século XIX, e pequenas operações persistem. Cristais de quartzo e manganês também são extraídos. A principal ameaça agora é a conversão de terras para a criação de gado na região.